# Saint-Sulpice (Nièvre)
Saint-Sulpice (früher: Saint-Sulpice-aux-Amognes) ist eine französische Gemeinde mit 418 Einwohnern (Stand: 1. Januar 2022) im Département Nièvre in der Region Bourgogne-Franche-Comté. Die Gemeinde gehört zum Arrondissement Nevers und zum Kanton Guérigny. 

## Geografie
Saint-Sulpice liegt etwa 18 Kilometer ostnordöstlich von Nevers in Zentralfrankreich. Umgeben wird Saint-Sulpice von den Nachbargemeinden Nolay im Norden, Saint-Benin-des-Bois im Nordosten, Bona im Osten, Saint-Firmin im Südosten, Saint-Jean-aux-Amognes im Süden, Montigny-aux-Amognes im Südwesten sowie Vaux d’Amognes im Westen.

## Bevölkerungsentwicklung
| Jahr                       | 1962 | 1968 | 1975 | 1982 | 1990 | 1999 | 2006 | 2013 |
| Einwohner                  | 432  | 405  | 330  | 338  | 407  | 433  | 469  | 436  |
| Quellen: Cassini und INSEE |      |      |      |      |      |      |      |      |

## Sehenswürdigkeiten
- Kirche Saint-Sulpice aus dem 12. Jahrhundert, früheres Priorat Saint-Sulpice-le-Châtel, 1088 gestiftet, Glockenturm Monument historique

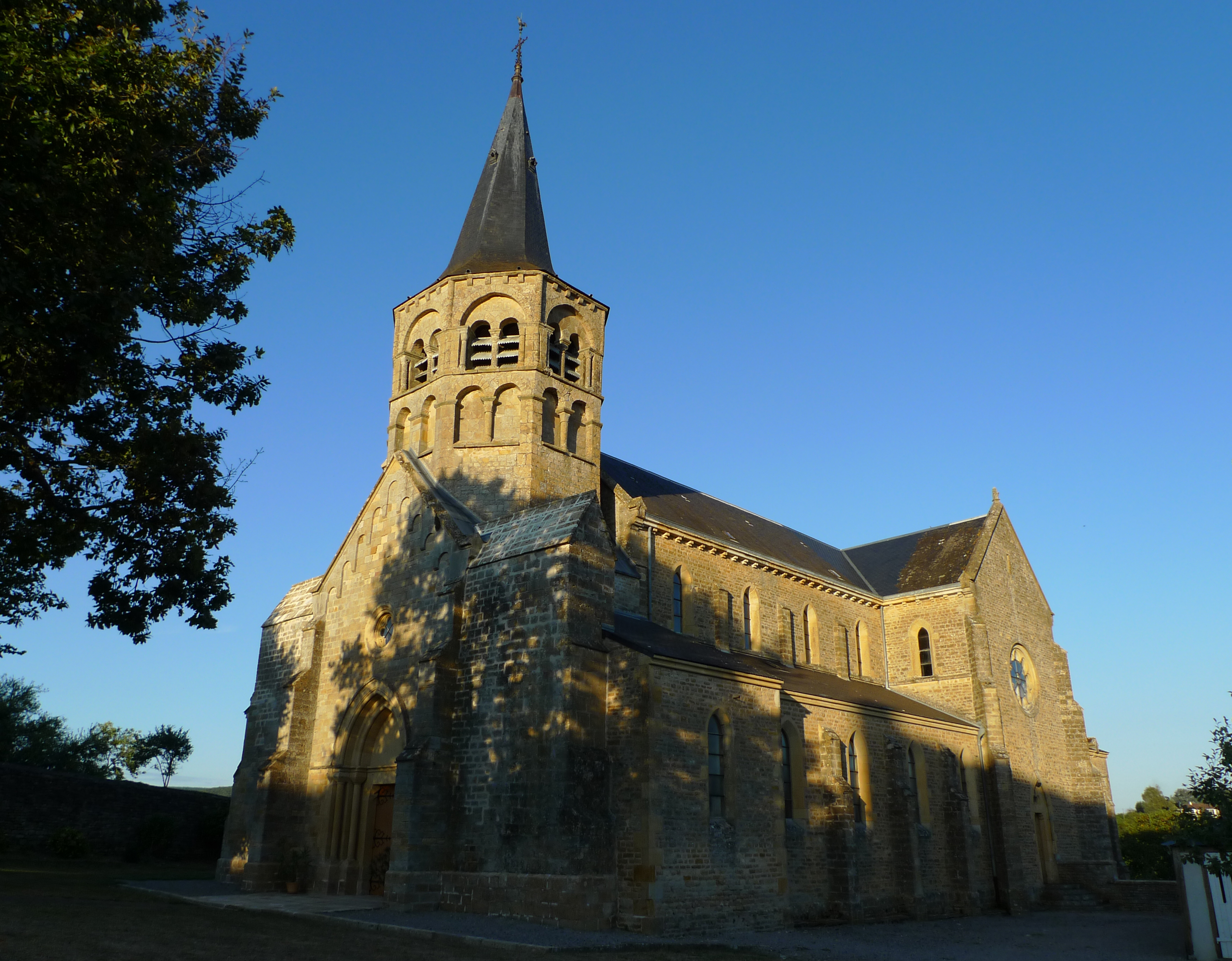
Kirche Saint-Sulpice

- Burg La Forêt
- Schloss La Motte
- Schloss Machigny

## Persönlichkeiten
- Jean Barthélemot de Sorbier (1762–1827), Divisionsgeneral